# Aglenus nitidicolle
Aglenus nitidicolle is een keversoort uit de familie platsnuitkevers (Salpingidae). De wetenschappelijke naam van de soort werd in 1882 gepubliceerd door Ludwig Wilhelm Schaufuss.